# Sympathy (高橋瞳のアルバム)
『sympathy』（シンパシー）は、2006年3月1日に発売された高橋瞳の1枚目のアルバム。

## 概要
- ヒットシングル「僕たちの行方」「evergreen」「青空のナミダ」を収録したアルバムで、高橋本人が収録曲のほとんどの作詞に携わっている。

## CD収録曲
※太字はシングル曲
1. Get the future
  - 作詞・作曲・編曲：蔦谷好位置
2. 青空のナミダ
  - 作詞：高橋瞳・渡辺なつみ、作曲：田中秀典、編曲：安原兵衛
3. 孤独な群衆
  - 作詞：高橋瞳・mavie, 作曲・編曲：黒須克彦
4. コトノハ
  - 作詞：渡邊亜希子、作曲：市川淳、編曲：島田昌典
5. evergreen
  - 作詞：田中秀典・高橋瞳、作曲：田中秀典、編曲：十川知司
6. Beatin'
  - 作詞：高橋瞳・mavie, 作曲・編曲：菊谷知樹
7. メロディ
  - 作詞：高橋瞳・mavie, 作曲：BOUNCEBACK, 編曲：串崎弦
8. 約束
  - 作詞：葉山拓亮・高橋瞳、作曲・編曲：葉山拓亮
  - 日本テレビ系列日曜日8時～9時54分THE・サンデー3月末までエンディングテーマ
9. もうひとつの夜明け
  - 作詞：高橋瞳・mavie, 作曲・編曲：齋藤真也
10. SKULL
  - 作詞：高橋瞳・渡邊亜希子、作曲・編曲：安原兵衛
11. 僕たちの行方
  - 作詞：中野雄太・shungo., 作曲・編曲：中野雄太
12. 16
  - 作詞：高橋瞳・mavie, 作曲：中野雄太、編曲：島田昌典

## DVD収録曲（初回限定盤のみ）
1. 僕たちの行方
2. 青空のナミダ
3. evergreen